# 阿列克谢·伊万诺维奇·库兹涅佐夫
阿列克谢·伊万诺维奇·库兹涅佐夫（羅馬化：Aleksey Ivanovich Kuznetsov；1929年8月15日—2003年3月28日）是苏联越野滑雪运动员。他在1960年冬季奥运会4×10公里接力比赛中获得铜牌。此外，他在1954年和1962年世界北欧式滑雪锦标赛中分别获得银牌和铜牌。